# Túnel de La Línea
Der Túnel de La Línea ist ein Autobahntunnel auf der Strecke zwischen Calarcá, Departamento Quindío, und Cajamarca, Departamento Tolima in Kolumbien. Der Tunnel ist Teil der Ruta 40, er unterquert den 3265 m hohen Pass Alto de La Línea in den Zentralkordilleren. Mit einer Länge von 8,65 km ist er derzeit (2022) der längste Autotunnel in Südamerika. Er ist seit 2020 in Betrieb.

## Bedeutung und Beschreibung
Die Fernstraße Ruta 40 ist die wichtigste Ost-West-Verbindungsstrecke zwischen der Hauptstadt Bogotá und der Hafenstadt Buenaventura sowie der drittgrößten Stadt des Landes Cali. Der Tunnel liegt auf einer Meereshöhe von rund 2500 m. Zusammen mit dem Tunnel wurden auch die Rampen an beiden Seiten neu trassiert und die gesamte Strecke zu einer vierspurigen Schnellstraße ausgebaut. Einschließlich Rampen enthält die gesamte Strecke 31 Viadukte und 25 Tunnel. Die alte Passstraße war kurvenreich und steil, was zu häufigen Fahrzeugstaus führte und die Strecke zu einem Unfallschwerpunkt machte. Die neue Straße ermöglicht erhebliche Zeitersparnisse. 
Die Fahrt durch den Tunnel ist mautpflichtig. Der Mautabschnitt besteht aus insgesamt vier Tunnel, von Norden kommend der Túnel Oso de Anteojos (320 m), Túnel los Colibríes (890 m), Túnel Barranqueros (620 m) und der Túnel de La Línea (8652 m). Beleuchtung, Sicherheitseinrichtungen und Belüftung entsprechen internationalen Standards.

## Planung und Bauphase
Seit über 100 Jahren war es immer wieder ein Thema, das Zentrum des Landes mit Hilfe eines Tunnels besser mit dem Südwesten zu verbinden. Zunächst hatte man allerdings an eine Eisenbahnverbindung gedacht. Die Überlegungen scheiterten an den technischen Herausforderungen und den hohen Kosten. Erst 2004 begann man mit dem Bau eines Pilottunnels für den heutigen Haupttunnel. 2008 wurde der Bauauftrag an ein Konsortium mit dem Namen „Segundo Centenario“, bestehend aus zwei spanischen Unternehmen, einem mexikanischen und acht kolumbianischen Unternehmen, vergeben. Die Fertigstellung war ursprünglich für 2013 geplant. Geologische und weitere technische Schwierigkeiten verzögerten jedoch die Baumaßnahmen. Es gab finanzielle Nachforderungen der Baufirmen, die auch zu rechtlichen Auseinandersetzungen über die Mehrkosten führten. Schließlich konnte der Tunnel im Beisein von Präsident Iván Duque am 4. September 2020 eröffnet werden.